# Liste der Kulturdenkmale in Harth-Pöllnitz
In der Liste der Kulturdenkmale in Harth-Pöllnitz sind die Kulturdenkmale der thüringischen Gemeinde Harth-Pöllnitz im Landkreis Greiz aufgelistet.

## Legende
- Bild: zeigt ein Bild des Kulturdenkmals und gegebenenfalls einen Link zu weiteren Fotos des Kulturdenkmals im Medienarchiv Wikimedia Commons
- Bezeichnung: Name, Bezeichnung oder die Art des Kulturdenkmals
- Lage: Wenn vorhanden Straßenname und Hausnummer des Kulturdenkmals; Grundsortierung der Liste erfolgt nach dieser Adresse. Der Link Karte führt zu verschiedenen Kartendarstellungen und nennt die Koordinaten des Kulturdenkmals.
 Kartenansicht, um Koordinaten zu setzen – in dieser Kartenansicht sind Kulturdenkmale ohne Koordinaten mit einem roten bzw. orangen Marker dargestellt und können in der Karte gesetzt werden. Kulturdenkmale ohne Bild sind mit einem blauen bzw. roten Marker gekennzeichnet, Kulturdenkmale mit Bild mit einem grünen bzw. orangen Marker.
- Datierung: gibt das Jahr der Fertigstellung beziehungsweise das Datum der Erstnennung oder den Zeitraum der Errichtung an
- Beschreibung: bauliche und geschichtliche Einzelheiten des Kulturdenkmals, vorzugsweise die Denkmaleigenschaften
- ID: Die ID identifiziert das Kulturdenkmal eindeutig. In Thüringen sind aktuell keine IDs veröffentlicht. In der ID-Spalte kann sich auch folgendes Icon  befinden, dies führt zu Angaben zu diesem Kulturdenkmal bei Wikidata.

## Kulturdenkmale nach Ortsteilen

### Birkhausen
| Bild                           | Bezeichnung                                      | Lage                               | Datierung | Beschreibung | ID |
| ------------------------------ | ------------------------------------------------ | ---------------------------------- | --------- | ------------ | -- |
| weitere Bilder Fotos hochladen | Kirche mit Ausstattung, Kirchhof und Einfriedung | Birkhausen, Birkhausen 21a (Karte) |           |              |    |

### Burkersdorf
| Bild                           | Bezeichnung             | Lage                              | Datierung | Beschreibung               | ID |
| ------------------------------ | ----------------------- | --------------------------------- | --------- | -------------------------- | -- |
| BW                             | Brücke                  | Burkersdorf, Burkersdorf (Karte)  |           |                            |    |
| weitere Bilder Fotos hochladen | ehemaliges Rittergut    | Burkersdorf, Schloßpark 3 (Karte) |           | Herrenhaus mit Einfriedung |    |
| weitere Bilder Fotos hochladen | Evangelische Dorfkirche | Burkersdorf, Zum Tal 4 (Karte)    |           | Kirche mit Ausstattung     |    |

### Forstwolfersdorf
| Bild                           | Bezeichnung                                      | Lage                                          | Datierung | Beschreibung | ID |
| ------------------------------ | ------------------------------------------------ | --------------------------------------------- | --------- | ------------ | -- |
| BW                             | Brücke                                           | Forstwolfersdorf, Forstwolfersdorf (Karte)    |           |              |    |
| BW                             | Pfarrhof                                         | Forstwolfersdorf, Forstwolfersdorf 29 (Karte) |           |              |    |
| weitere Bilder Fotos hochladen | Kirche mit Ausstattung, Kirchhof mit Einfriedung | Forstwolfersdorf, Forstwolfersdorf 30 (Karte) |           |              |    |

### Frießnitz
| Bild                           | Bezeichnung            | Lage                                     | Datierung | Beschreibung | ID |
| ------------------------------ | ---------------------- | ---------------------------------------- | --------- | ------------ | -- |
| BW                             | Wohnhaus               | Frießnitz, Grochwitzer Straße 14 (Karte) |           |              |    |
| weitere Bilder Fotos hochladen | Kirche mit Ausstattung | Frießnitz, Kirchberg (Karte)             |           |              |    |
| BW                             | Pfarrgehöft            | Frießnitz, Kirchberg 1 (Karte)           |           |              |    |
| BW                             | Schafstall             | Frießnitz, Schafsgasse (Karte)           |           |              |    |

### Grochwitz
| Bild | Bezeichnung   | Lage                            | Datierung | Beschreibung | ID |
| ---- | ------------- | ------------------------------- | --------- | ------------ | -- |
| BW   | Heinoldsmühle | Grochwitz, Grochwitz 17 (Karte) |           | Mühle        |    |
| BW   | Obermühle     | Grochwitz, Grochwitz 19 (Karte) |           | Mühle        |    |
| BW   | Wohnhaus      | Grochwitz, Grochwitz 8 (Karte)  |           |              |    |

### Großebersdorf
| Bild                           | Bezeichnung                                                                     | Lage                                    | Datierung | Beschreibung | ID |
| ------------------------------ | ------------------------------------------------------------------------------- | --------------------------------------- | --------- | ------------ | -- |
| BW                             | Gehöft                                                                          | Großebersdorf, Großebersdorf 11 (Karte) |           |              |    |
| BW                             | Gehöft                                                                          | Großebersdorf, Großebersdorf 15 (Karte) |           |              |    |
| BW                             | Wohnhaus                                                                        | Großebersdorf, Großebersdorf 21 (Karte) |           |              |    |
| BW                             | Wohnhaus                                                                        | Großebersdorf, Großebersdorf 3 (Karte)  |           |              |    |
| BW                             | Ehem. Forsthaus mit Nebengebäuden, Grundstück und Einfriedung (mit Wappenstein) | Großebersdorf, Großebersdorf 6 (Karte)  |           |              |    |
| weitere Bilder Fotos hochladen | Kirche mit Ausstattung, Kirchhof, Einfriedung und Gefallenendenkmal             | Großebersdorf, Großebersdorf 8a (Karte) |           |              |    |

### Köckritz
| Bild                           | Bezeichnung                                      | Lage                         | Datierung | Beschreibung | ID |
| ------------------------------ | ------------------------------------------------ | ---------------------------- | --------- | ------------ | -- |
| BW                             | Scheune                                          | Köckritz, Köckritz 1 (Karte) |           |              |    |
| weitere Bilder Fotos hochladen | Kirche mit Ausstattung, Kirchhof und Einfriedung | Köckritz, Köckritz 2 (Karte) |           |              |    |

### Neundorf
| Bild                           | Bezeichnung         | Lage                           | Datierung | Beschreibung                                     | ID |
| ------------------------------ | ------------------- | ------------------------------ | --------- | ------------------------------------------------ | -- |
| weitere Bilder Fotos hochladen | Evangelische Kirche | Neundorf, Neundorf 15a (Karte) |           | Kirche mit Ausstattung, Kirchhof und Einfriedung |    |
| BW                             | Gehöft              | Neundorf, Neundorf 16a (Karte) |           |                                                  |    |

### Niederpöllnitz
| Bild                           | Bezeichnung                         | Lage                                           | Datierung | Beschreibung   | ID |
| ------------------------------ | ----------------------------------- | ---------------------------------------------- | --------- | -------------- | -- |
| BW                             | Wallanlage 'Der Wall'               | Niederpöllnitz (Karte)                         |           | Bodendenkmal   |    |
| BW                             | Ehemalige Wasserburg                | Niederpöllnitz, Dorfplatz (Karte)              |           | Turm und Mauer |    |
| weitere Bilder Fotos hochladen | Kirche mit Ausstattung und Kirchhof | Niederpöllnitz, Dorfplatz 1 (Karte)            |           |                |    |
| BW                             | Alte Schule                         | Niederpöllnitz, Dorfplatz 8 (Karte)            |           | Herrenhaus     |    |
| weitere Bilder Fotos hochladen | Gefallenendenkmal                   | Niederpöllnitz, Nähe Dorfplatz (Karte)         |           |                |    |
| BW                             | Gehöft                              | Niederpöllnitz, Straße des Friedens 22 (Karte) |           |                |    |
| BW                             | Pfarrgehöft                         | Niederpöllnitz, Straße des Friedens 24 (Karte) |           |                |    |

### Rohna
| Bild                           | Bezeichnung | Lage                                                                                                  | Datierung | Beschreibung | ID |
| ------------------------------ | ----------- | --- | --------- | ------------ | -- |
| BW                             | Ortsanlage  | Rohna, Rohna 1, 2, 4, 5, 6, 8, 9, 10, 11, 12, 13, 14, 15, 16, 17, 18, 19, 20, 20a, 21, 23, 24 (Karte) |           | Ensemble     |    |
| weitere Bilder Fotos hochladen | Kirche      | Rohna, Rohna 20a (Karte)                                                                              |           |              |    |

### Uhlersdorf
| Bild                           | Bezeichnung                                      | Lage                                | Datierung | Beschreibung | ID |
| ------------------------------ | ------------------------------------------------ | ----------------------------------- | --------- | ------------ | -- |
| BW                             | Gehöft                                           | Uhlersdorf, Uhlersdorf 10 (Karte)   |           |              |    |
| BW                             | Gehöft                                           | Uhlersdorf, Uhlersdorf 2, 3 (Karte) |           |              |    |
| weitere Bilder Fotos hochladen | Kirche mit Ausstattung, Kirchhof und Einfriedung | Uhlersdorf (Karte)                  |           |              |    |

### Wetzdorf
| Bild | Bezeichnung | Lage                          | Datierung | Beschreibung | ID |
| ---- | ----------- | ----------------------------- | --------- | ------------ | -- |
| BW   | Gehöft      | Wetzdorf, Wetzdorf 15 (Karte) |           |              |    |
| BW   | Gehöft      | Wetzdorf, Wetzdorf 18 (Karte) |           |              |    |